# Championnat de Belgique de football de quatrième division 2019-2020
Navigation
Saison précédente saison suivante
Le Championnat de Belgique de football D4 2019-2020 est la soixante-huitième édition du championnat de Championnat belge de « 4e Division ». Mais c'est la quatrième édition de ce niveau sous l'appellation « Division 2 Amateur ».
Cette compétition est de niveau national mais « régionalisé ». Cette appellation d'apparence paradoxale vient de la volonté de l'URBSFA de conserver son esprit unitaire et de ne pas ce scinder en « Fédérations régionales » comme d'autres sports ont pu le faire.
Cette Division 2 Amateur se répartit en trois séries de 16 clubs. Deux séries composées de 16 clubs situés en Région flamande (ou selon le règlement) affiliés à la VFV - Voetbal Federatie Vlaanderen - et une série avec des clubs du reste du pays (ou selon le règlement) affiliés à l'ACFF - Association des Clubs Francophones de Football.
Comme toutes les compétitions sportives belges, ce championnat est interrompu par la "crise du Covid-19" et le confinement décrété par le gouvernement fédéral belge à partir du samedi 15 mars 2020. Douze jours plus tard, comprenant le sérieux de la situation, la fédération belge et ses ailes linguistiques statuent sur l'arrêt des épreuves. En dépit de quelques recours rapidement repoussés ou déboutés, l'interruption définitive est confirmée.

## Fusion
Au terme de la saison précédente, la R. Ent. Sp. Couvin-Mariembourg (matricule 248) fusionne avec la JS Fraire (matricule 8461) pour devenir le (Royale) Entente Sportive Couvin-Mariembourg-Fraire (matricule 248).

## Critères de participation
Ce 4e niveau du football belge est le premier considéré comme exclusivement « Amateur ». Pour être autorisés à y jouer, les clubs ne doivent répondre à aucun critère administratif supplémentaire par rapport aux précédentes obligations inhérentes à l' « ex-Promotion ».

## Organisation
Ce championnat est géré communément par les deux ailes linguistiques de l'URBSFA: la VFV et l'ACFF
Chaque série est jouée distinctement. Au sein de chaque poule, les équipes se rencontrent en matchs aller/retour et un classement distinct est établi pour chaque série.

### Promotion en D1 Amateur
Le champion de chaque série est promu en Division 1 Amateur. Il y donc deux fois 1 montant "VFV" + une fois 1 montant "ACFF".
Chaque aile linguistique désigne des cercles de prendre part au « Tour final de D1 Amateur » en compagnie du 13e classé de cette division. Le gagnant du TF D1 Amateur reste ou monte dans cette division.

### Relégation en D3 Amateur
Les relégations se font vers les séries de D3 Amateur de l'aile linguistique concernée.
Dans les deux séries D2 Amateur VFV, les deux derniers classés de chaque série sont relégués vers la "D3 Amateur VFV". Le 14e classé de chaque série est considéré comme "barragiste" et doit prendre part à un tour final en fin de saison, pour assurer son maintien. Le perdant ne descend que si trois clubs "VFV" descendent de D1 Amateur. Les deux 14e classés descendent si 4 clubs "VFV" quittent la D1 Amateur
Dans la série D2 Amateur ACCF, les trois derniers classés sont relégués en "D3 Amateur ACFF". Il n'y a pas de "barragiste" mais un ou plusieurs descendants directs supplémentaires peuvent être désignés en fonction du nombre de clubs "ACFF" qui quittent la D1 Amateur.

## Clubs VFV participants 2019-2020

### D2 Amateur VFV - Série A
| #  | Nom                                           | Mat. | Ville          | Stades                | Provinces       | En D2-Am depuis | Total en D2-Am | Total Niv. 4 | S. Précédente         |
| -- | --------------------------------------------- | ---- | -------------- | --------------------- | --------------- | --------------- | -------------- | ------------ | --------------------- |
| 1  | Koninklijke Sport Vereniging Oudenaarde       | 81   | Audenarde      | Burg Thienpont        | Fl. orientale   | 2019-2020 (1re) | 1 saison       | 18 saisons   | 13e Div 1 Amateur     |
| 2  | Royal Knokke Football Club                    | 101  | Knokke-Heist   | Olivier               | Fl. occidentale | 2019-2020 (1re) | 2 saisons      | 4 saisons    | 16e Div 1 Amateur     |
| 3  | Koninklijke Racing Club Gent                  | 11   | Gand           | PGB                   | Fl. orientale   | 2016-2017 (4e)  | 4 saisons      | 31 saisons   | 4e Div 2 série A      |
| 4  | Koninklijke Sport Kring Ronse                 | 38   | Renaix         | O. Crucke             | Fl. orientale   | 2017-2018 (3e)  | 3 saisons      | 24 saisons   | 6e Div 2 série A      |
| 5  | Koninklijke Sport Club Toekomst Menen         | 56   | Menin          | Vauban                | Fl. occidentale | 2018-2019 (2e)  | 3 saisons      | 24 saisons   | 7e Div 2 série A      |
| 6  | Koninklijke Voetbal Klub Westhoek             | 100  | Ypres          | KVK Ieperstadion      | Fl. occidentale | 2016-2017 (4e)  | 4 saisons      | 31 saisons   | 10e Div 2 série A     |
| 7  | Koninklijke Football Club Vigor Wuitens Hamme | 211  | Hamme          | Gemeentelijke         | Fl. orientale   | 2018-2019 (2e)  | 2 saisons      | 19 saisons   | 12e Div 2 Série B     |
| 8  | Koninklijke Football Club Mandel United       | 935  | Izegem         | Stedelijke            | Fl. occidentale | 2016-2017 (4e)  | 4 saisons      | 29 saisons   | 2e Div 2 série A      |
| 9  | Sporting West Harelbeke                       | 1574 | Harelbeke      | Forestier             | Fl. occidentale | 2016-2017 (4e)  | 4 saisons      | 12 saisons   | 11e Div 2 série A     |
| 10 | Koninklijke Football Club Sparta Petegem      | 3821 | Petegem        | Sparta Petegemstadion | Fl. orientale   | 2016-2017 (4e)  | 4 saisons      | 10 saisons   | 3e Div 2 série A      |
| 11 | Koninklijke Sportvereniging Temse             | 4297 | Tamise         | Fernand Schuermans    | Fl. orientale   | 2016-2017 (4e)  | 4 saisons      | 9 saisons    | 3e Div 2 série B      |
| 12 | Sporting Club Dikkelvenne                     | 7074 | Dikkelvenne    | Marc Gevaert          | Fl. orientale   | 2018-2019 (2e)  | 2 saisons      | 3 saisons    | 13e Div 2 Série A     |
| 13 | Sport Kring Sint-Niklaas                      | 9264 | Nieuwkerken/W. | Meesterstraat         | Fl. orientale   | 2016-2017 (4e)  | 4 saisons      | 6 saisons    | 9e Div 2 série B      |
| 14 | Football Club Gullegem                        | 9512 | Gullegem       | FC Gullegem           | Fl. occidentale | 2016-2017 (4e)  | 4 saisons      | 5 saisons    | 12e Div 2 série A     |
| 15 | Koninklijke Football Club Merelbeke           | 3551 | De Pinte       | Moerkensheide         | Fl. orientale   | 2018-2019 1re   | 1 saison       | 1 saison     | 1er Div 3 VFV série A |
| 16 | Koninklijke Sport Kring Voorwaarts Zwevezele  | 6039 | Zwevezele      | Kasteelstraat         | Fl. occidentale | 2018-2019 1re   | 1 saison       | 1 saison     | 3e Div 3 VFV série A  |

#### Localisations - Série VFV A
| \| Knokke Mandel Utd Gullegem Menin Ypres Harelbeke Zwevezele Gand Petegem Dikkelvenne Audenarde Ronse Temse St-Niklaas Hamme De Pinte \| Localisation des clubs engagés en Division 2 Amateur 2019-2020 – Série VFV A |
| Knokke Mandel Utd Gullegem Menin Ypres Harelbeke Zwevezele Gand Petegem Dikkelvenne Audenarde Ronse Temse St-Niklaas Hamme De Pinte                                                                                    |

### D2 Amateur VFV - Série B
| #  | Nom                                        | Mat. | Ville       | Stades             | Provinces     | En D2-Am depuis | Total en D2-Am | Total Niv. 4 | S. Précédente         |
| -- | ------------------------------------------ | ---- | ----------- | ------------------ | ------------- | --------------- | -------------- | ------------ | --------------------- |
| 1  | Allemaal Samen Verbroedering Geel          | 2169 | Geel        | Leunen             | Anvers        | 2019-2020 (1re) | 1 saison       | 34 saisons   | 14e Div 1 Amateur     |
| 2  | Koninklijke Sportclub Eendracht Aalst      | 90   | Alost       | Pierre Cornelis    | Fl. orientale | 2019-2020 (1re) | 2 saisons      | 4 saisons    | 15e Div 1 Amateur     |
| 3  | Koninklijke Berchem Sport                  | 28   | Berchem     | Ludo Coeck         | Anvers        | 2018-2019 (2e)  | 3 saisons      | 15 saisons   | 5e Div 2 Série B      |
| 4  | Royal Cappellen Football Club              | 43   | Kapellen    | Jos Van Wellen     | Anvers        | 2016-2017 (4e)  | 4 saisons      | 23 saisons   | 7e Div 2 série B      |
| 5  | Koninklijke Football Club Duffel           | 284  | Duffel      | Sportcetrum Duffel | Anvers        | 2016-2017 (4e)  | 4 saisons      | 49 saisons   | 8e Div 2 série B      |
| 6  | Koninklijke Bocholter Voetbalvereniging    | 595  | Bocholt     | Damburg            | Limbourg      | 2016-2017 (4e)  | 4 saisons      | 9 saisons    | 4e Div 2 série B      |
| 7  | Koninklijke Olympia Sporting Club Wijgmaal | 1349 | Wijgmaal    | Ymeriastadion      | Brabant fl.   | 2016-2017 (4e)  | 4 saisons      | 35 saisons   | 5e Div 2 série B      |
| 8  | Koninklijke Hoogstraten Voetbalvereniging  | 2366 | Hoogstraten | Seminarie          | Anvers        | 2016-2017 (4e)  | 4 saisons      | 32 saisons   | 11e Div 2 série B     |
| 9  | Koninklijke Voetbal Vereniging Vosselaar   | 2391 | Vosselaar   | Konijnenberg       | Anvers        | 2017-2018 (3e)  | 3 saisons      | 19 saisons   | 10e Div 2 série B     |
| 10 | Koninklijke Sporting Hasselt               | 3245 | Hasselt     | Stedelijk          | Limbourg      | 2017-2018 (2e)  | 2 saisons      | 12 saisons   | 2e Div 2 Série B      |
| 11 | Koninklijke Londerzeel Sportkring          | 3630 | Londerzeel  | Burg. A. Lambert   | Brabant fl.   | 2016-2017 (4e)  | 4 saisons      | 25 saisons   | 8e Div 2 série A      |
| 12 | Koninklijke Diegem Sport                   | 3887 | Diegem      | Gemeentelijke      | Brabant fl.   | 2018-2019 (2e)  | 2 saisons      | 19 saisons   | 9e Div 2 Série A      |
| 13 | Spouwen-Mopertingen                        | 3970 | Mopertingen | Complex Blokstraat | Limbourg      | 2016-2017 (4e)  | 4 saisons      | 35 saisons   | 13e Div 2 série B     |
| 14 | Racing Club Hades Kiewit Hasselt           | 8721 | Kiewit      | RC Hades           | Limbourg      | 2016-2017 (4e)  | 4 saisons      | 7 saisons    | 6eDiv 2 série B       |
| 15 | Koninklijke Voetbal Klub Tienen            | 132  | Tirlemont   | Julien Bergé       | Brabant fl.   | 2018-2019 1re   | 3 saisons      | 12 saisons   | 1er Div 3 VFV série B |
| 16 | Sport Kring Pepingen-Halle                 | 7741 | Halle       | Lamme Guiche       | Brabant fl.   | 2018-2019 1re   | 2 saisons      | 5 saisons    | 4e Div 3 VFV série A  |

#### Localisations - Série VFV B
| \| Vosselaar Hoogstraten Cappellen Berchem Duffel Wijgmaal Londerzeel Diegem Pepingen-Halle Tirlemont Bocholt Spouwen-Mop. RC Hades Hasselt Alost Geel \| Localisation des clubs engagés en Division 2 Amateur 2019-2020 - Série VFV B |
| Vosselaar Hoogstraten Cappellen Berchem Duffel Wijgmaal Londerzeel Diegem Pepingen-Halle Tirlemont Bocholt Spouwen-Mop. RC Hades Hasselt Alost Geel                                                                                    |

## Clubs ACFF participants 2019-2020
| #  | Nom                                       | Mat. | Ville          | Stades              | Provinces    | en D2 Am depuis | Total D2 Am | Total Niv. 4 | S. Préc. |
| -- | ----------------------------------------- | ---- | -------------- | ------------------- | ------------ | --------------- | ----------- | ------------ | -------- |
| 1  | RAAL La Louvière                          | 94   | La Louvière    | du Tivoli           | Hainaut      | 2018-19 2e      | 2 s         | 15 s         | 7e D2    |
| 2  | Royal Stade Waremmien Football Club       | 190  | Waremme        | Edmond Leburton     | Liège        | 2016-17 4e      | 4 s         | 33 s         | 11e D2   |
| 3  | Royale Ent. Sp. Couvin-Mariembourg-Fraire | 248  | Mariembourg    | du Roi Soleil       | Namur        | 2018-19 2e      | 3 s         | 15 s         | 10e D2   |
| 4  | Royale Union Sportive Rebecquoise         | 1614 | Rebecq         | Gobard              | Brabant wal. | 2017-18 3e      | 3 s         | 5 s          | 5e D2    |
| 5  | Entente Acren-Lessines                    | 2774 | Deux-Acren     | des Camomilles      | Hainaut      | 2016-17 4e      | 4 s         | 8 s          | 13e D2   |
| 6  | Football Club Tilleur                     | 2913 | Tilleur        | Buraufosse          | Liège        | 2018-19 2e      | 2 s         | 5 s          | 6e D2    |
| 7  | Royale Entente Durbuy                     | 3008 | Barvaux s/O.   | de Barvaux          | Luxembourg   | 2017-18 3e      | 3 s         | 6 s          | 8e D2    |
| 8  | Royal Racing Club Hamoir                  | 3114 | Hamoir         | E. Thines           | Liège        | 2016-17 4e      | 4 s         | 12 s         | 3e D2    |
| 9  | Royal Football Club de Meux               | 4454 | Meux           | des Verts et Blancs | Namur        | 2016-17 4e      | 4 s         | 15 s         | 9e D2    |
| 10 | Francs Borains                            | 5192 | Boussu-Bois    | R. Urbain           | Hainaut      | 2018-19 2e      | 2 s         | 15 s         | 4e D2    |
| 11 | Solières Sport                            | 9426 | Solières       | Château Vert        | Liège        | 2016-17 4e      | 4 s         | 7 s          | 12e D2   |
| 12 | Union Royale Namur Fosses-la-Ville        | 156  | Namur          | des Bas-Prés        | Namur        | 2019-20 1re     | 2 s         | 18 s         | 1re D3 A |
| 13 | Royal Racing Club Stockay-Warfusée        | 2239 | St-George s/M. | rue J. Wauters      | Liège        | 2019-20 1re     | 1 s         | 6 s          | 1re D3 B |
| 14 | Royal Cercle Sportif de Verlaine          | 2871 | Verlaine       | des Six Bonniers    | Liège        | 2019-20 1re     | 1 s         | 2 s          | 4e D3 B  |
| 15 | Royal Cercle Sportif Onhaye               | 6626 | Onhaye         | du Forbot           | Namur        | 2019-20 1re     | 1 s         | 3 s          | 5e D3 B  |
| 16 | Royale Union Sportive Givry               | 6237 | Givry          | de la RUS Givry     | Luxembourg   | 2019-20 1       | 1 s         | 9 s          | 2e D3 B  |

### Localisations - Série ACFF
| \| Rebecq RAAL Acren Boussu Tilleur Hamoir Solières Stockay Verlaine Waremme Namur Meux Couvin-Mar. Onhaye Givry Durbuy \| Localisation des clubs engagés en Division 2 Amateur ACFF 2019-2020 |
| Rebecq RAAL Acren Boussu Tilleur Hamoir Solières Stockay Verlaine Waremme Namur Meux Couvin-Mar. Onhaye Givry Durbuy                                                                           |

## Influence de la D1 Amateur
Le résultat final de la Division 1 Amateur a une influence importante car il conditionne les relégations (et promotions éventuelles) des niveaux inférieurs.
Ainsi le nombre de descendants directs d'une même aile linguistique (VFV ou ACFF) de D1 Amateur peut contraindre à des relégations supplémentaires dans la ou les séries de l'aile linguistique concernée.
Par exemple, le "scénario catastrophe", les trois relégués directs + le barragiste qui n'assure pas son maintien appartiennent tous à la même aile linguistique. Cela induirait deux descendants supplémentaire si la VFV est concernée et trois relégués supplémentaires si c'est l'ACFF qui est concernée.

## Classement et Résultats

### Légende
|                 | Champion et promu en D1 Amateur.                                                |
|                 | Club promu en D1 Amateur à la suite d'un « repêchage pour place vacante ».      |
|                 | clubs choisissant de descendre volontairement de plusieurs étages.              |
|                 | clubs relégués (sportivement ou administrativement) vers la Division 3 Amateur. |
| en augmentation | Clubs promus de Division 3 Amateur depuis la saison précédente.                 |
| en diminution   | Clubs relégués de Division 1 Amateur depuis la saison précédente.               |

### Classement Division 2 Amateur VFV - Série A
- Champion d'automne: R. Knokke FC

| Rang | Équipe                     | Pts | J  | G  | N | P  | Bp | Bc | Diff |
| ---- | -------------------------- | --- | -- | -- | - | -- | -- | -- | ---- |
| 1    | R. Knokke FC               | 63  | 24 | 20 | 3 | 1  | 57 | 15 | +42  |
| 2    | K. FC Mandel United I/I    | 45  | 24 | 14 | 3 | 7  | 51 | 31 | +20  |
| 3    | K SK Ronse                 | 45  | 24 | 14 | 3 | 7  | 42 | 26 | +16  |
| 4    | K. SV Oudenaarde           | 42  | 24 | 13 | 3 | 8  | 54 | 46 | +8   |
| 5    | K. RC Gent                 | 41  | 24 | 12 | 5 | 7  | 36 | 29 | +7   |
| 6    | K. FC Sparta Petegem       | 39  | 24 | 11 | 6 | 7  | 51 | 39 | +12  |
| 7    | FC Gullegem                | 39  | 24 | 11 | 6 | 7  | 36 | 32 | +4   |
| 8    | K. SK Voorwaarts Zwevezele | 38  | 24 | 11 | 5 | 8  | 41 | 28 | +13  |
| 9    | K. RC Harelbeke            | 37  | 24 | 11 | 4 | 9  | 33 | 35 | -2   |
| 10   | K. SV Dikkelvenne          | 31  | 24 | 9  | 4 | 11 | 35 | 37 | -2   |
| 11   | K. VK Westhoek             | 28  | 24 | 9  | 1 | 14 | 29 | 48 | -19  |
| 12   | K. SV Temse                | 24  | 24 | 6  | 6 | 12 | 22 | 38 | -16  |
| 13   | K. SC Toekomst Menen       | 19  | 24 | 5  | 4 | 15 | 28 | 50 | -22  |
| 14   | K. FC Merelbeke            | 19  | 24 | 4  | 7 | 13 | 25 | 41 | -16  |
| 15   | SK Sint-Niklaas            | 16  | 24 | 4  | 4 | 16 | 22 | 49 | -27  |
| 16   | K. FC Vigor Wuitens Hamme  | 15  | 24 | 3  | 6 | 15 | 34 | 52 | -18  |

#### Résultats des matchs de la série VFV A
| Résultats (▼dom., ►ext.)                                   | DIK | RCG | GUL | VIG | HAR | KNO | MAN | MEN | MER | OUD | PET | RON | STN | TEM | WES | ZWE |
| K. SC Dikkelvenne                                          |     | 3-1 | 1-1 | 1-3 | A   | 1-1 | 3-2 | 0-2 | 0-1 | 0-1 | 1-3 | 3-0 | 1-2 | 1-1 | A   | A   |
| K. RC Gent                                                 | 0-2 |     | 0-1 | 2-1 | 1-2 | A   | 0-2 | 3-2 | 1-1 | 2-3 | A   | 2-0 | 2-0 | 1-1 | 2-0 | 1-1 |
| FC Gullegem                                                | 1-2 | A   |     | A   | 3-1 | 0-0 | 0-1 | 1-1 | 1-1 | 0-4 | A   | 0-4 | 2-0 | 5-1 | 2-1 | 2-1 |
| K. FC Vigor Wuitens Hamme                                  | A   | 1-2 | 0-2 |     | 3-0 | A   | A   | 1-3 | 2-2 | 3-3 | 1-3 | 2-5 | 0-0 | 0-2 | 4-1 | 0-3 |
| K. RC Harelbeke                                            | 1-0 | A   | A   | 0-0 |     | 1-3 | 0-2 | 1-1 | 2-1 | 2-1 | 1-4 | 2-2 | 2-1 | A   | 0-2 | 1-1 |
| R. Knokke FC                                               | 3-1 | 2-1 | 4-1 | 1-0 | A   |     | 2-1 | 3-0 | 3-0 | 3-0 | 4-2 | A   | 2-1 | 2-0 | 3-0 | 2-1 |
| K. FC Mandel United I/I                                    | 1-1 | 1-2 | 3-1 | 4-0 | A   | 0-4 |     | 3-1 | 2-2 | 4-1 | 2-2 | A   | 1-3 | 4-1 | A   | 2-1 |
| K. SC Toekoemst Menen                                      | 1-2 | 0-1 | 0-3 | A   | 3-0 | 1-4 | 1-5 |     | A   | 1-2 | 3-2 | 1-3 | A   | 1-1 | 2-2 | 2-3 |
| K. FC Merelbeke                                            | A   | 0-0 | 0-0 | 4-4 | 0-2 | 0-2 | 3-1 | 0-1 |     | A   | 1-4 | 0-1 | 0-1 | 2-0 | A   | A   |
| K. SV Oudenaarde                                           | 2-1 | A   | 1-2 | 3-2 | 3-1 | A   | 0-1 | A   | 4-3 |     | 1-1 | 2-3 | 4-0 | 1-1 | 3-2 | 3-2 |
| K. FC Sparta Petegem                                       | 3-1 | 3-3 | 2-2 | 3-2 | 1-2 | A   | A   | 3-1 | 3-1 | 3-4 |     | A   | 3-1 | 3-0 | 1-0 | 0-3 |
| K. SK Ronse                                                | 1-3 | A   | A   | 2-1 | 2-1 | 0-1 | 1-0 | 3-0 | 3-1 | A   | 1-1 |     | 3-0 | 0-0 | 3-0 | 0-1 |
| SK Sint-Niklaas                                            | A   | 1-3 | 1-3 | 2-2 | 1-1 | 0-2 | A   | 0-0 | A   | 2-4 | 2-0 | 2-3 |     | 1-4 | 1-2 | 0-4 |
| K. SV Temse                                                | 0-2 | 0-1 | 3-0 | A   | 0-2 | 2-1 | 1-4 | 1-0 | 0-0 | 3-1 | A   | 0-1 | A   |     | 0-1 | 0-4 |
| K. VK Westhoek                                             | 1-3 | 1-2 | A   | 2-1 | 0-4 | 1-4 | 1-3 | A   | 1-2 | 4-3 | 1-0 | 2-1 | 1-0 | A   |     | 3-1 |
| K. SK Voorwaarts Zwevezele                                 | 5-2 | 1-1 | 0-3 | 2-1 | 0-1 | 1-1 | 0-2 | A   | 1-0 | A   | 1-1 | 1-0 | A   | A   | 3-0 |     |
| - Victoire à domicile - Match nul - Victoire à l'extérieur |     |     |     |     |     |     |     |     |     |     |     |     |     |     |     |     |

- A = rencontre annulée à la suite de l'arrêt du championnat.

#### Résumé - phase classique - VFV A
Avec 18 points d'avance (pour autant encore à prendre), six victoires de plus que son premier poursuivant et le gain des deux premières périodes, Knokke est logiquement sacré champion et promu vers un 3e niveau que le club a quitté un an plus tôt. Le vieux club côtier, auquel il ne manque qu'une unité pour décrocher le sacre "officiel", n'a subi qu'un seul revers, lors de la 7e journée, en déplacement au K. SV Temse (2-1). Si ce n'était le drame de la Pandémie de Covid-19, on pourrait sourire en pensant à la déception du trésorier du K. SV Oudenaarde, cercle qui devait recevoir le leader dans ce qui était la "premier match pour le titre".
Pour le maintien, le Vigor Hamme passe l'essentiel du championnat dans la "zone rouge", tout comme Saint-Nicolas/Waas. À noter cependant que lors de la dernière journée disputée, avant l'interruption, Hamme a concédé un partage contre Merelbeke. Une victoire du Vigor aurait inversé les positions des deux clubs au classement, en raison du nombre de victoires respectives... Dans cette série, les équipes reléguées peuvent logiquement se considérées flouées par une relégation après arrêt de la compétition.

### Classement Division 2 Amateur VFV - Série B
- Champion d'automne:

| Rang | Équipe                  | Pts | J  | G  | N | P  | Bp | Bc | Diff |
| ---- | ----------------------- | --- | -- | -- | - | -- | -- | -- | ---- |
| 1    | K. VK Tienen            | 44  | 23 | 14 | 2 | 7  | 40 | 28 | +12  |
| 2    | K. Bocholter VV         | 42  | 23 | 12 | 6 | 5  | 38 | 24 | +14  |
| 3    | K. SC Eendracht Aalst   | 40  | 22 | 12 | 4 | 6  | 38 | 23 | +15  |
| 4    | R. Cappellen FC         | 35  | 22 | 10 | 5 | 7  | 34 | 26 | +8   |
| 5    | RC Hadès Kiewit Hasselt | 33  | 22 | 9  | 6 | 7  | 32 | 29 | +3   |
| 6    | K. Sporting Hasselt     | 33  | 22 | 8  | 9 | 5  | 29 | 30 | -1   |
| 7    | K. VV Vosselaar         | 32  | 22 | 10 | 2 | 10 | 34 | 31 | +3   |
| 8    | K. Diegem Sport         | 31  | 22 | 9  | 4 | 9  | 26 | 26 | 0    |
| 9    | K. Berchem Sport        | 28  | 23 | 7  | 7 | 9  | 31 | 35 | -4   |
| 10   | K. Londerzeel SK        | 27  | 23 | 7  | 6 | 10 | 30 | 37 | -7   |
| 11   | K. Olympia SC Wijgmaal  | 26  | 23 | 7  | 5 | 11 | 37 | 38 | -1   |
| 12   | AS Verbroedering Geel   | 26  | 22 | 7  | 5 | 10 | 25 | 30 | -5   |
| 13   | SK Pepingen-Halle       | 25  | 23 | 6  | 7 | 10 | 24 | 31 | -7   |
| 14   | Hoogstraten VV          | 23  | 22 | 6  | 5 | 11 | 27 | 31 | -4   |
| 15   | Spouwen-Mopertingen     | 21  | 22 | 6  | 3 | 13 | 21 | 47 | -26  |
| 16   | K. FC Duffel            | 0   | 0  | 0  | 0 | 0  | 0  | 0  | 0    |

#### Résultats des matchs de la série VFV B
| Résultats (▼dom., ►ext.)                                   | AAL | BSP | BOC | CAP | DIE | DUF | GEE | SPH | HAD | HOO | LON | PEP | SPO | TIE | VOS | WIJ |
| K. SC Eendracht Aalst                                      |     | A   | 1-0 | 0-0 | 0-1 | 3-3 | 2-1 | 4-0 | A   | 1-0 | A   | 5-0 | 3-0 | 1-3 | 0-3 | 3-1 |
| K. Berchem Sport                                           | 0-1 |     | 2-2 | 2-0 | A   | 4-3 | A   | 2-2 | 1-1 | A   | 1-1 | 1-0 | 2-0 | 0-3 | 0-2 | 1-1 |
| K. Bocholter VV                                            | A   | 1-2 |     | 2-0 | 2-0 | FG  | 1-0 | -   | 1-0 | 3-0 | 3-1 | A   | 2-1 | 3-0 | 3-0 | 1-0 |
| R. Cappellen FC                                            | 2-2 | 2-1 | A   |     | 0-2 | 1-1 | 1-1 | 2-2 | 0-1 | 2-1 | 0-2 | A   | 3-0 | A   | 4-4 | 2-1 |
| K. Diegem Sport                                            | 3-1 | 1-1 | 1-1 | 0-4 |     | FG  | 4-0 | 2-1 | 3-1 | 2-0 | 0-2 | 2-1 | A   | 0-0 | A   | 1-3 |
| K. FC Duffel                                               | 1-2 | FG  | 2-2 | 1-1 | 1-3 |     | 4-3 | 0-1 | FG  | 0-0 | FG  | 1-0 | FG  | 2-3 | 2-1 | FG  |
| AS Verbroedering Geel                                      | 2-3 | 2-2 | A   | 2-1 | 1-0 | 1-1 |     | 0-0 | 1-2 | 1-1 | 1-3 | 3-2 | 2-0 | A   | A   | 1-0 |
| K. Sporting Hasselt                                        | 0-2 | 3-2 | 1-1 | A   | A   | 1-1 | 2-0 |     | 1-3 | 1-1 | 2-1 | 0-0 | A   | 0-2 | 1-0 | 2-0 |
| K. RC Hadès Kiwiet Hasselt                                 | 2-1 | 1-2 | 1-2 | 0-2 | A   | 1-1 | 2-1 | A   |     | A   | 0-0 | 4-4 | 4-0 | 1-0 | 1-5 | 2-1 |
| Hoogstraten VV                                             | 0-3 | 0-3 | 2-2 | 0-1 | A   | FG  | 1-4 | 0-1 | 1-0 |     | 0-1 | 3-0 | 4-1 | A   | A   | 4-1 |
| K. Londerzeel SK                                           | 1-2 | 3-4 | 1-1 | A   | 1-0 | 2-2 | A   | 1-1 | 1-1 | A   |     | 2-1 | 2-3 | 2-3 | 1-0 | 1-6 |
| SK Pepingen-Halle                                          | 1-1 | 2-0 | 2-0 | 0-1 | 2-1 | FG  | 0-0 | A   | 1-1 | 2-1 | A   |     | 0-0 | 2-0 | 0-1 | A   |
| Spouwen-Mopertingen                                        | 1-0 | A   | 1-0 | 0-3 | 1-2 | 2-4 | 1-0 | 3-4 | A   | 1-1 | 2-2 | 2-1 |     | 1-4 | 0-4 | 2-0 |
| K. VK Tienen                                               | A   | 4-1 | 4-2 | 2-1 | 2-0 | FG  | 0-1 | 1-2 | 0-0 | 1-5 | 1-0 | 2-1 | A   |     | 1-0 | 4-1 |
| K. VV Vosselaar                                            | A   | 1-0 | 2-3 | 1-3 | 1-0 | FG  | 2-1 | 1-1 | A   | 0-2 | 1-0 | 1-2 | A   | 1-3 |     | 4-0 |
| K. Olympia SC Wijgmaal                                     | 2-2 | 2-1 | A   | A   | 1-1 | 1-2 | A   | A   | 1-4 | 0-0 | 4-1 | 0-0 | 4-1 | 3-0 | 3-0 |     |
| - Victoire à domicile - Match nul - Victoire à l'extérieur |     |     |     |     |     |     |     |     |     |     |     |     |     |     |     |     |

- A = rencontre annulée à la suite de l'arrêt du championnat.
- FG = Les résultats du K. FC Duffel ont été laissés dans ce tableau "à titre indicatif". Réglementairement, à la suite du forfait général déclaré par ce club, ils ont été retirés et le classement est établi sur un total de 28 rencontres. Contrairement à une idée préconçue, aucun score de forfait (5-0 ou 0-5) n'est appliqué lors d'un forfait général. Au moment de son retrait, le club "Jaune & Rouge" a collecté 24 points en 19 matchs (5 victoire/ 9 nuls/ 5 défaites) et a inscrit autant de buts qu'il n'en a concédés: 32.

#### Résumé - phase classique - VFV B
Cette série "B" est beaucoup plus disputée que l'autre groupe néerlandophone. On a le sentiment que pratiquement tout le monde peut battre tout le monde. Dans cette division, les données sont tronquées en raison de deux facteurs principaux. En janvier, après dix-neuf journées, le K. FC Duffel terriblement endetté retire son équipe "A", faute d'un noyau suffisant (n'étant plus payée la majorité des joueurs préfère stopper). Le forfait général du club "Jaune et Rouge" entraîne sa mise hors compétition et, de ce fait, la perte de tous les points pris contre eux par les autres formations. Ainsi dans le classement final de la 2e période, c'est Alost qui devait s'imposer et non Londerzeel (voir tableaux ci-après). En définitive, cela ne porte pas à conséquence car le tour final est supprimé.
Par ailleurs, également en janvier 2020, le K. VV Vosselaar annonce son retrait volotaire du 4e niveau national la saison suivante. Le club garantit qu'il va continuer à jouer le jeu honnêtement. Personne n'est dupe, si la bonne volonté est évidente dans l'esprit de plusieurs joueurs, l'esprit n'est plus le même et Vosselaar n'est plus aussi percutant.
Lors de l'interruption, c'est Tirlemont qui occupe la tête et qui est promu. Pour les « Sucriers », après une saison de purgatoire au 5e niveau, c'est une deuxième montée de suite pour un retour à un 3e étage quitté en 2016.
Du point de vue de la relégation, cette série ne connaît aucun descendant "sportif". Avec le forfait général de Duffel et le retrait confirmé de Vosselaar, les deux relégués sont connus. Administrativement, Geel ne reçoit pas la licence nécessaire pour évoluer ni en 4e division, ni celle en dessous. Le club est renvoyé en 1re provinciale anversoise. Après avoir épuisé les recours possibles auprès de la fédération, le club se porte vers la CBAS mais n'y obtient pas gain de cause et doit se résoudre à descendre. En raison des trois relégations précitées, Spouwen-Mopertingen sauv e sa peau dans une division qui va prendre le nom de Division 2 VV ou Nationale 2 VV (VV = Vlaams Voetbal, football flamand).

### Classement Division 2 Amateur ACFF
- Champion d'automne: R. Francs Borains

#### Classement brut
Le 1er classement ci-dessous ne prend en compte aucune correction/adaptation. il n'a pas d'incidence sur les montées ou descentes. Appelons le "brut".
| Rang | Équipe                          | Pts | J  | G  | N  | P  | Bp | Bc | Diff |
| ---- | ------------------------------- | --- | -- | -- | -- | -- | -- | -- | ---- |
| 1    | R. Francs Borains               | 52  | 24 | 15 | 7  | 2  | 50 | 17 | +33  |
| 2    | R. FC Meux                      | 48  | 24 | 13 | 9  | 2  | 46 | 26 | +20  |
| 3    | RAAL La Louvière                | 46  | 23 | 13 | 7  | 3  | 38 | 18 | +20  |
| 4    | R. US Rebecquoise               | 44  | 24 | 12 | 8  | 4  | 41 | 24 | +17  |
| 5    | R. RC Hamoir                    | 43  | 24 | 13 | 4  | 7  | 48 | 34 | +14  |
| 6    | R. Entente Durbuy               | 35  | 24 | 8  | 11 | 5  | 44 | 39 | +5   |
| 7    | R. RC Stockay-Warfusée          | 34  | 22 | 10 | 4  | 8  | 43 | 37 | +6   |
| 8    | R. US Givry                     | 33  | 24 | 10 | 3  | 11 | 33 | 38 | -5   |
| 9    | R. Entente Acren Lessines       | 28  | 24 | 8  | 4  | 12 | 45 | 49 | -4   |
| 10   | FC Tilleur                      | 26  | 23 | 7  | 5  | 11 | 28 | 39 | -11  |
| 11   | R. ES Couvin-Mariembourg-Fraire | 25  | 23 | 7  | 4  | 12 | 35 | 38 | -3   |
| 12   | R. CS Verlaine                  | 24  | 22 | 7  | 3  | 12 | 32 | 47 | -15  |
| 13   | R. Stade Waremmien FC           | 22  | 24 | 6  | 4  | 14 | 30 | 52 | -22  |
| 14   | UR Namur FLV                    | 21  | 24 | 7  | 0  | 17 | 29 | 53 | -24  |
| 15   | Solières Sport                  | 21  | 23 | 6  | 3  | 14 | 26 | 45 | -19  |
| 16   | R. CS Onhaye                    | 21  | 24 | 5  | 6  | 13 | 27 | 39 | -12  |

À l'exception du FC Tilleur qui choisit d'arrêter son équipe de séries nationales, les autres clubs ne sont fixés sur leur sort qu'après pondération des résultats (voir ci-dessous).

#### Classement final officiel
le classement ci-dessous est la version officielle après pondération du total de points en fonction du nombre de matchs joués car toutes les équipes n'ont pas disputé le même nombre de rencontres. La "pondération" a pour but de classer toutes les équipes comme si elle avaient joué 24 parties. Ce classement officiel compte une différence notable avec la "version brute" en termes de "relégation".
| Pl. | Clubs                           | Pts  | J  | V    | N    | D    | Bp   | Bc   | Diff  |
| --- | ------------------------------- | ---- | -- | ---- | ---- | ---- | ---- | ---- | ----- |
| 1   | R. Francs Borains               | 52,0 | 24 | 15,0 | 2,0  | 7,0  | 50,0 | 17,0 | +33,0 |
| 2   | RAAL La Louvière                | 48,0 | 24 | 13,6 | 7,3  | 3,1  | 39,7 | 18,8 | +20,9 |
| 3   | R. FC Meux                      | 48,0 | 24 | 13,0 | 9,0  | 2,0  | 46,0 | 26,0 | +20,0 |
| 4   | R. US Rebecquoise               | 44,0 | 24 | 12,0 | 8,0  | 4,0  | 41,0 | 24,0 | +17,0 |
| 5   | R. RC Hamoir                    | 43,0 | 24 | 13,0 | 4,0  | 7,0  | 48,0 | 34,0 | +14,0 |
| 6   | R. RC Stockay-Warfusée          | 37,1 | 24 | 10,9 | 4,4  | 8,7  | 46,9 | 40,4 | +6,9  |
| 7   | R. Entente Durbuy               | 35,0 | 24 | 8,0  | 11,0 | 5,0  | 44,0 | 39,0 | +5,0  |
| 8   | R. US Givry                     | 33,0 | 24 | 10,0 | 3,0  | 11,0 | 33,0 | 38,0 | -5,0  |
| 9   | R. Entente Acren Lessines       | 28,0 | 24 | 8,0  | 4,0  | 12,0 | 45,0 | 49,0 | -4,0  |
| 10  | FC Tilleur                      | 27,1 | 24 | 7,3  | 5,2  | 11,5 | 29,2 | 41,7 | -12,5 |
| 11  | R. CS Verlaine                  | 26,2 | 24 | 7,6  | 3,3  | 13,1 | 36,0 | 51,3 | -15,3 |
| 12  | R. ES Couvin-Mariembourg-Fraire | 26,1 | 24 | 7,3  | 4,2  | 12,5 | 36,5 | 39,7 | -3,2  |
| 13  | R. Stade Waremmien FC           | 22,0 | 24 | 6,0  | 4,0  | 14,0 | 30,0 | 52,0 | -22,0 |
| 14  | Solières Sport                  | 21,9 | 24 | 6,3  | 3,1  | 14,6 | 27,1 | 47,0 | -19,9 |
| 15  | UR Namur FLV                    | 21,0 | 24 | 7,0  | 0,0  | 17,0 | 29,0 | 53,0 | -24,0 |
| 16  | R. CS Onhaye                    | 21,0 | 24 | 5,0  | 6,0  | 13,0 | 27,0 | 39,0 | -12,0 |

- Les Francs Borains voient leur première place confirmée. Un sacre mérité pour une formation qui a dominé la compétition dès son entame et jusqu'à son interruption contrainte. Par contre la RAAL La Louvière chipe la 2e place au R. FC Meux pour six dixièmes de victoire (Pour rappel, le plus grand nombre de victoires est le premier critère de départage) ! Comme il n'y a ni de deuxième place montante, ni de quelconque participation à un tour final, ce détail statistique confine à l'anecdote.
- Par contre, il n'y a rien d'anecdotique dans le départage entre Solières Sport l'UR Namur Fosses-la-Ville. Ayant joué moins, le premier cité voit sont total de points pondéré à 21,9 soit neuf dixièmes de plus que les Merles. C'est donc pour moins d'un point que ceux-ci sont donc relégués en Nationale 3 (nouvelle appellation de la "D3 Amateur"). Solières est sauvé car la 14e place n'est plus descendante en raison du retrait volontaire du FC Tilleur. Précisons aussi que les Namurois ont signé un 15 sur 30  lors de la première période de dix matchs. De longues semaines de turbulences plus tard, un 6 sur 42 est fatal aux Mosans.

#### Résultats des matchs de la série ACFF
| Résultats (▼dom., ►ext.)                                   | ACR | FBO | CMF | DUR | GIV | HAM | LLO | MEU | NAM | ONH | REB | SOL | STW | TIL | VER | WAR |
| R. Entente Acren Lessines                                  |     | 2-1 | 1-1 | 3-3 | 2-5 | 3-4 | 3-2 | 1-2 | A   | A   | 1-2 | 2-3 | 3-5 | 2-1 | 3-1 | A   |
| R. Francs Borains                                          | 1-0 |     | 1-1 | 1-1 | 2-1 | A   | 1-1 | 3-0 | 3-0 | 3-0 | 1-0 | A   | 3-0 | A   | 3-1 | 7-0 |
| R. ES Couvin-Mar.-Fr.                                      | 3-0 | A   |     | 3-0 | 0-2 | 2-4 | A   | 2-2 | A   | 0-0 | 1-3 | A   | 2-3 | 1-2 | 2-4 | 3-0 |
| R. Entente Durbuy                                          | A   | 2-1 | A   |     | 2-2 | 1-1 | A   | 1-1 | 4-0 | 2-1 | 1-1 | 1-1 | 2-1 | 1-1 | A   | 4-1 |
| R. US Givry                                                | 1-4 | A   | 3-2 | 2-0 |     | A   | 0-1 | 0-3 | 5-1 | 1-0 | 0-2 | 1-1 | 2-6 | 1-2 | 2-0 | 1-0 |
| R. RC Hamoir                                               | 2-1 | 0-2 | 2-1 | 6-3 | 1-1 |     | 0-2 | A   | 0-3 | 4-1 | A   | 3-0 | 1-0 | 1-2 | 0-2 | 2-0 |
| RAAL La Louvière                                           | 2-0 | 1-1 | 3-1 | 3-2 | 2-0 | 1-1 |     | 0-0 | A   | 1-0 | A   | A   | 1-3 | 2-0 | 4-1 | 1-0 |
| R. FC Meux                                                 | A   | 1-1 | 1-0 | 3-3 | 4-0 | 2-0 | 1-1 |     | 2-0 | 1-0 | 2-0 | 3-1 | 4-2 | A   | 4-2 | A   |
| UR Namur FLV                                               | 3-2 | 1-2 | 0-3 | A   | A   | 1-3 | 0-1 | A   |     | 2-0 | 0-4 | 3-1 | 1-2 | 1-2 | 4-1 | 4-1 |
| R. CS Onhaye                                               | 3-2 | 1-1 | 1-2 | 1-2 | A   | 1-2 | 1-1 | 1-2 | 3-0 |     | 3-3 | 2-1 | 0-3 | A   | A   | 1-0 |
| R. US Rebecquoise                                          | A   | 2-3 | 0-2 | 1-1 | A   | 1-1 | 0-0 | 2-1 | 3-0 | 1-0 |     | 2-0 | A   | 3-0 | 0-0 | 3-3 |
| Solières Sports                                            | 1-3 | 1-4 | 4-0 | 2-3 | 0-1 | A   | 1-5 | 0-1 | 1-0 | A   | 0-2 |     | A   | R-A | 2-1 | 1-0 |
| R. RC Stockay-Warfusée                                     | 1-1 | 1-1 | R-A | 0-3 | 0-2 | A   | 0-2 | 2-2 | 3-0 | A   | 1-1 | 2-1 |     | 3-1 | R-A | A   |
| FC Tilleur                                                 | 1-3 | 0-2 | 1-0 | A   | A   | 0-2 | 2-1 | 2-2 | 1-2 | 2-2 | 1-2 | 1-1 | A   |     | 3-3 | 0-2 |
| R. CS Verlaine                                             | 0-2 | 0-2 | A   | 2-1 | 1-0 | 2-1 | R-A | A   | 3-1 | 3-3 | A   | 2-3 | 1-4 | 1-2 |     | 2-1 |
| R. Stade Waremmien FC                                      | 1-1 | A   | 1-3 | 1-1 | 2-0 | 2-7 | A   | 2-2 | 3-2 | 0-2 | 2-3 | 3-0 | 3-1 | 2-1 | A   |     |
| - Victoire à domicile - Match nul - Victoire à l'extérieur |     |     |     |     |     |     |     |     |     |     |     |     |     |     |     |     |

- R-A = rencontre remise AVANT l'arrêt de la compétition. Reprogrammées (sauf Stockay-Verlaine, non-planifié) pour le 12 avril 2020, ces matchs sont évidemment annulés aussi.
- A = rencontre annulée à la suite de l'arrêt du championnat.

## Fin de saison prématurée
En raison de l'arrêt des compétitions provoqué par la crise du Covid-19, la fin de saison s'en retrouve précipitée. Aucune des épreuves d'après championnat (Match pour le titre en VFV, Tour final D2 Amateur puis Tour final D1 Amateur, Barrage VFV pour le maintien, Tour final D3 Amateur) n'est disputée.

## Litige lors d'un repêchage

### Contexte
Le 30 juillet 2020 le club professionnel de Waasland-Beveren obtient gain de cause devant le tribunal de Termonde. Celui)-ci statue que le club précité doit être maintenu en D1A. À la suite de cette décision, la Pro League choisit de constituer une série de Division 1A avec 18 clubs, en autorisant les finalistes de la D1B 19-20 (Beerschot et OH Leuven) à monter. Ce choix libère deux places en D1B pour la saison 2020-2021.
La Pro League attribue les deux places vacantes en D1B au Lierse Kempenzonen (seulement 13e en D1 Amateur mais ayant obtenu sa licence via la CBAS et, plus étonnant, à la « sélection U23 » du Club Brugeois. La montée du Lierse libère une place en D1 Amateur (qui devient la Nationale 1).

### Litige
L'attribution de la place vacante au 3e niveau fait débat. Les deux ailes linguistiques de la fédération (ACFF et VV) réclament chacune la place pour un de leurs clubs. Le règlement semble en faveur de l'ACFF qui prêne le mérite sportif (cf). Mais le Voetbal Vlaanderen conteste et, « le règlement étant trop compliqué », un comité d'experts est appelé à réunir. Celui-ci décide que la place doit revenir à un cercle néerlandophone car « la place a été laissée vacante par un club de ce régime linguistique ». C'est le K. FC Mandel United I-I qui est repêché. De son côté, le club francophone de la RAAL La Louvière ne cache pas sa déception et semble se diriger vers une contestation de ce choix,. Un choix qui fait le plaisir du R. FC Wetteren qui est repêché depuis la D3 Amateur VV.

## Résumé de la saison
- Champion série VFV A : R. Knokke FC, 1er titre de D2 Amateur - 2e au 4e niveau ;
- champion série VFV B : K. VK Tienen, 1er titre de D2 Amateur - 2e au 4e niveau ;
- champion série ACFF : R. Francs Borains, 1er titre de D2 Amateur et au 4e niveau ;
- troisième titre de D2 Amateur - trentième au 4e niveau - pour la province de Flandre-Occidentale ;
- premier titre de D2 Amateur - vingt-cinquième au 4e niveau - pour la province du Brabant flamand ;
- deuxième titre de D2 Amateur - vingt-cinquième au 4e niveau - pour la province province de Hainaut.

| Région flamande (32)             | Région flamande (32) | Région wallonne (16)              | Région wallonne (16) |
| -------------------------------- | -------------------- | --------------------------------- | -------------------- |
| Province d'Anvers                | 6                    | Province de Hainaut               | 3                    |
| Province de Flandre-Occidentale  | 7                    | Province de Liège                 | 6                    |
| Province de Flandre-Orientale    | 10                   | Province de Luxembourg            | 2                    |
| Province de Limbourg             | 4                    | Province de Namur                 | 4                    |
| Province du Brabant flamand      | 5                    | Province du Brabant wallon        | 1                    |
| Région de Bruxelles-Capitale VFV | 0                    | Région de Bruxelles-Capitale ACFF | 0                    |

À partir de la saison 2017-2018, le Brabant est également scindé en ailes linguistiques. Les cercles de la Région de Bruxelles-Capitale doivent choisir leur appartenance entre VFV et ACFF. La grande majorité opte pour l'ACFF..

### Montée en D1 Amateur
- R. Knokke FC,
- K. VK Tienen,
- R. Francs Borains,
- K. FC Mandel United I-I (à la suite de la montée de Lierse Kempenzonen en D1B).

### Relégations en D3 Amateur

#### VFV
- K. FC Vigor Wuitens Hamme (relégué sportif),
- SK St-Niklaas (relégué sportif),
- K. FC Duffel (forfait général en cours de championnat et probable disparition),
- AS Verbroedering Geel (relégué administratif vers la P1),
- K. VV Vosselaar (relégué volontaire, quitte les séries nationales).

#### ACFF
- UR Namur FLV (relégué sportif),
- R. CS Onhaye (relégué sportif),
- FC Tilleur (relégué volontaire, quitte les séries nationales).

## Débuts au4eniveauhiérarchique
Lors de cette saison 2019-2020, deux clubs ont fait leurs débuts au 4e niveau de la hiérarchie du football belge :
- K. FC Merelbeke 43e club flandrien oriental différent à parvenir en D4 ;
- K. SK Voorwaarts Zwevezele 46e club flandriens occidental différent à parvernir en D4.

### Débuts en D2 Amateur
Plusieurs clubs qui ont déjà joué au niveau 4 y apparaissent pour la première fois sous sa dénomination de "D2 Amateur" :
- AS Verbroedering Geel,
- R. US Givry,
- R. CS Onhaye,
- K. SV Oudenaarde,
- R. RC Stockay-Warfusée,
- R. CS Verlaine.